# اولوباریا
شهر اولوباریا (به انگلیسی: Ulubaria) با جمعیت ۲۴۳٫۶۲۳ نفر در ایالت بنگال غربی در کشور هند واقع شده‌است.